# A 15 cm de la realidad
A 15 cm de la realidad es el primer disco de la banda argentina Kapanga. La compañía encargada de producirlo fue la multinacional EMI. Este álbum incluye varios temas de los más conocidos de la banda, como «Me mata» y «El mono relojero», entre otros. Las más de 35.000 copias vendidas lo transformaron en Disco de Oro.
Este álbum es una mezcla de rock and roll con cuarteto.

## Contenido
El álbum cuenta con:
- Una minicanción de 17 segundos repetida 4 veces llamada «Kapanga», que están en las pistas 1, 7, 12 y 22.
- 5 covers de la Mona Jiménez que son: «Me mata», «Amor de mañana», «Agujita de oro», «Amor secreto» y «Bon que bon».
- Algunas minicanciones de las cuales una contiene un sample de «Burn» de Deep Purple.
- Un cover de Ricky Maravilla de los cuales es «El hombre gato».
- Un tema oculto en la pista 23, Kapangaharrison, nombrada así por George Harrison que tenía una afinidad por la música hindú.

## Lista de canciones
| A 15 cm de la realidad |                                                                  |                                                                                                 |          |  |
| N.º                    | Título                                                           | Escritor(es)                                                                                    | Duración |  |
| 1.                     | «Kapanga»                                                        | Miguel de Luna Campos                                                                           | 0:17     |  |
| 2.                     | «El mono relojero»                                               | Marcelo Spósito · Miguel de Luna Campos                                                         | 3:53     |  |
| 3.                     | «Bon que bon»                                                    | Carlos Jiménez · Aldo Kustin                                                                    | 4:07     |  |
| 4.                     | «Ramón» (Incluye un sample de «De música ligera» de Soda Stereo) | Claudio Maffia · Marcelo Spósito · Miguel de Luna Campos / Gustavo Cerati · Zeta Bosio (sample) | 4:17     |  |
| 5.                     | «Caballero rojo»                                                 | Wladimiro Silverman                                                                             | 0:33     |  |
| 6.                     | «El akordeón»                                                    | Claudio Maffia · Marcelo Spósito · Mariano Arjones · Miguel de Luna Campos                      | 2:38     |  |
| 7.                     | «Kapanga»                                                        | Miguel de Luna Campos                                                                           | 0:17     |  |
| 8.                     | «Karrito de rulemanes»                                           | Marcelo Spósito · Miguel de Luna Campos                                                         | 3:38     |  |
| 9.                     | «Marche preso por rigor»                                         | Kapanga                                                                                         | 0:18     |  |
| 10.                    | «Hombre gato»                                                    | Ricky Maravilla · Darío Antonio (véase Notas)                                                   | 3:20     |  |
| 11.                    | «Mujeres»                                                        | Marcelo Spósito · Miguel de Luna Campos                                                         | 2:48     |  |
| 12.                    | «Kapanga»                                                        | Miguel de Luna Campos                                                                           | 0:17     |  |
| 13.                    | «Me mata»                                                        | Carlos Jiménez · Jorge Villarreal · Ricardo Verón                                               | 3:26     |  |
| 14.                    | «Amor de mañana»                                                 | Carlos Jiménez · Juana Delseri · Luis Tapia                                                     | 3:28     |  |
| 15.                    | «Kuarteteros»                                                    | Claudio Maffia · Marcelo Spósito · Mariano Arjones · Miguel de Luna Campos                      | 0:50     |  |
| 16.                    | «Amor secreto»                                                   | Iambrich o Lambrich (véase Notas)                                                               | 3:42     |  |
| 17.                    | «Toda la vida»                                                   | Claudio Maffia · Marcelo Spósito · Mariano Arjones · Miguel de Luna Campos                      | 2:56     |  |
| 18.                    | «Kapangatronik» (Incluye un sample de «Burn» de Deep Purple)     | David Coverdale · Ian Paice · Jon Lord · Ritchie Blackmore (sample)                             | 0:19     |  |
| 19.                    | «Cecator el borracho»                                            | Marcelo Spósito · Carlos Foco · Juan José Canci                                                 | 2:52     |  |
| 20.                    | «Agujita de oro»                                                 | Carlos Jiménez · Luis E. Gómez · Rogelio Campana                                                | 3:05     |  |
| 21.                    | «Somos los heavys»                                               | Carlos Foco                                                                                     | 2:25     |  |
| 22.                    | «Kapanga»                                                        | Miguel de Luna Campos                                                                           | 0:17     |  |
| 23.                    | «Kapangaharrison» (Tema oculto)                                  | Miguel de Luna Campos                                                                           | 1:10     |  |

Notas:
- En este álbum la banda estuvo formada por: Martín «Mono» Fabio, Claudio Maffia, Mariano Arjones, Marcelo Spósito y Miguel de Luna Campos.
- En la canción «El hombre gato» no queda claro si fue Darío Antonio o Antonio Ríos quien escribió o coescribió el tema, ya que en el álbum de Ricky Maravilla aparece "D.R.".
- En la canción «Amor secreto» no se sabe bien quién la compuso, o si se escribió mal el nombre, ya que en el álbum En vivo (1986) de la Mona Jiménez aparece "D.R.".

## Videos musicales
- «El mono relojero» (1998)
- «Me mata» (1998)
- «Ramón» (1998)

## Datos técnicos
- Todas las canciones fueron grabadas en estudios Sonar por Amílcar Gilabert, excepto:
  - «Kapanga», «Caballero rojo», «Karrito de rulemanes», «Amor de mañana», «Toda la vida», «Kapangatronik» y «Somos los heavys» en Pichón Mobile Studio por Pichón Dalpont (grabación y mezcla).
  - «El mono relojero» grabado Digiart por Ariel Lavigna, y mezclado en Ion por el "Portugués" Da Silva.
- Realización artística: Kapanga.
- Diseño gráfico: Gabriel Montauti y Martín Leotta.
- Fotografía: Mariana Leotta (excepto la foto del cantante y del riachuelo, por Francis Cacace).